# L'Escadron Volapük
Pour plus de détails, voir Fiche technique et Distribution.
L'Escadron Volapük est un film français réalisé par René Gilson et sorti en 1971.

## Synopsis
Scènes imaginaires de la vie de cinq jeunes incorporés dans une garnison française entre le 32 et le 39 mai 1968.

## Fiche technique
- Titre : L'Escadron Volapük
- Réalisation : René Gilson, assisté de Laurent Ferrier
- Scénario et dialogues : René Gilson
- Photographie : Pierre-William Glenn
- Son : René-Jean Bouyer
- Montage : Thierry Derocles
- Société de production : Capitole Films
- Pays de production :  France
- Durée :  100 minutes
- Date de sortie : 
  - France  : 3 février 1971

## Distribution
- Juliet Berto
- Marc Chapiteau
- Olivier Hussenot
- Michel Delahaye
- André Thorent
- Marc Ogeret
- Georges Adet
- Bernard Granger

## Sélections
- 1970 : Festival de Cannes (Quinzaine des réalisateurs)[1]
- 1970 : Festival d'Hyères